# Curveulima dautzenbergi
Curveulima dautzenbergi is een slakkensoort uit de familie van de Eulimidae. De wetenschappelijke naam van de soort is voor het eerst geldig gepubliceerd in 1900 door Pallary.